# Marylin Monroe (zespół muzyczny)
Marylin Monroe — polska grupa rockowa założona w 1987 w Gdyni, m.in. przez byłych muzyków zespołów Miriam i muzyków grających równoległe w zespole Rocka's Delight. Początkowo nosiła nazwę „Marylin Monroe i Martwe Morele”. 
Grupa początkowo grała muzykę zainspirowaną stylem The Smiths, R.E.M., The Stranglers czy Ride, również z elementami swingu, później skłaniała się ku prostym, melodycznym pop-rockowym utworom.
W 1989 odszedł współtwórca grupy, gitarzysta Maciej Bednarek.
Marylin Monroe występowała w warszawskiej Riwierze, gdyńskiej Fregacie, a w 1991 w Stodole, na drugiej odsłonie festiwalu Letnia zadyma w środku zimy.
W 1992 wydała płytę "Muka" (1992, tylko na kasecie magnetofonowej). Krzysztof Celiński ocenił ją w Tylko Rocku jako „pastiszowy kolaż, który aż kłębi się od różnych stylów muzycznych”. Brak sukcesu komercyjnego spowodował zakończenie działalności w 1992. W 2001 ukazała się zremasterowana wersja albumy na CD, pt. "Legendarna grupa Marylin Monroe", wzbogacona o nagrania z koncertów.

Po latach braku aktywności, w 2023 część członków oryginalnego składu powołała zespół MM i Martwe Morele, który wykonuje utwory z repertuaru Marylin Monroe.
Leszek Gnoiński ocenił po latach, że zespół był „jednym z ciekawszych przedstawicieli Gdańskiej Sceny Alternatywnej, który jednak zupełnie nie wykorzystał swojego potencjału komercyjnego”.

## Skład
Skład grupy:
- Maciej Bednarek (gitara; do 1989)
- Borys Hanczewski (śpiew)
- Leszek Ślazyk (gitara basowa)
- Karol Krzymiński (perkusja)
- Piotr Sawczuk (trąbka)
- Grzegorz Małkowski (gitara)
- Maciej Szczodry (saksofon; do 1991)
- Michał Kozak (gitara; od 1989)

Na płycie „Muka” gościnnie zagrali również:
- Tomasz Bonarowski (trąbka)
- Jarogniew Milewski (instrumenty klawiszowe)
- Sławomir Porębski (instrumenty perkusyjne, głos)
- Józek Kaniecki (skrzypce)

## Dyskografia
- Muka (1992, MC)
- Legendarna Marylin Monroe (2001, CD)